# 白花山珠豆
白花山珠豆（学名：Centrosema plumieri）为豆科山珠豆屬下的一个种。